# Miedes de Aragón
Miedes de Aragón és un municipi d'Aragó situat a la província de Saragossa i enquadrat a la comarca de la comunitat de Calataiud.